# لي روي جوردن
لي روي جوردن (بالإنجليزية: Lee Roy Jordan)‏ هو لاعب كرة قدم أمريكية أمريكي، ولد في 27 أبريل 1941 في إكسل في الولايات المتحدة.

## وصلات خارجية
- لي روي جوردن على موقع مرجع كرة القدم المحترفة.كوم (الإنجليزية)
- لي روي جوردن على موقع قاعة ألاباما للمشاهير الرياضية (مؤرشف) (الإنجليزية)